# Castoponera
Castoponera là một chi nhện trong họ Corinnidae.

## Các loài
- Castoponera ciliata (Deeleman-Reinhold, 1993)
- Castoponera lecythus Deeleman-Reinhold, 2001
- Castoponera scotopoda (Deeleman-Reinhold, 1993)